# Filip Višnjić
Pour les articles homonymes, voir Višnjić.
Filip Višnjić (en serbe en écriture cyrillique : Филип Вишњић ; né en 1767 à Gornja Trnova et mort en 1834 à Grk) est un poète épique et un joueur de gusle bosniaque. Il est parfois décrit comme le Homère serbe, en raison de son don poétique et de sa cécité.
Ses poèmes qui retracent les événements liés aux événements du premier et du second soulèvement serbe contre les Ottomans, lui valent une place privilégiée dans la poésie épique serbe.

## Biographie

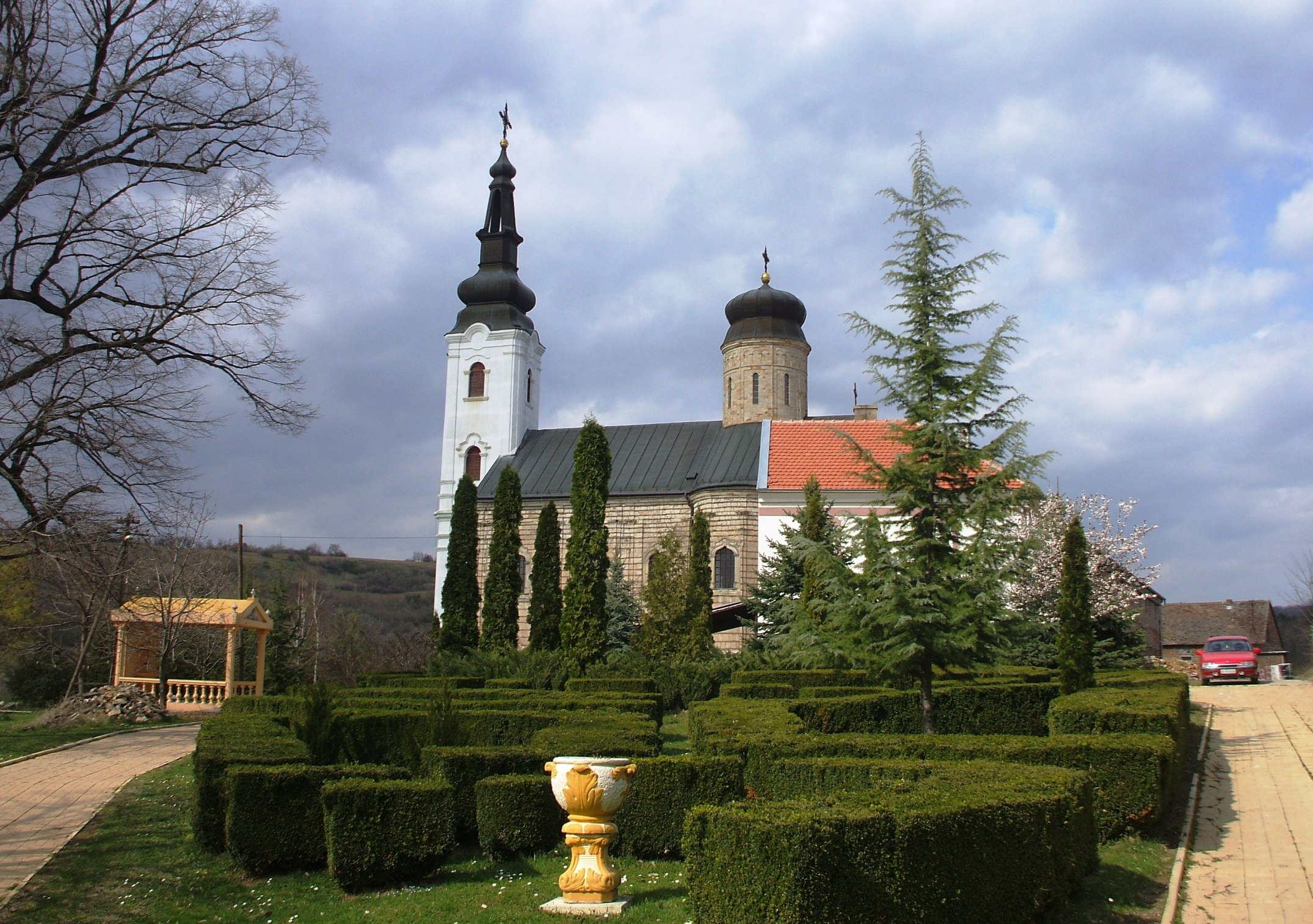
Monastère de Šišatovac

Filip Višnjić est né au hameau de Vilića Guvno, sur le territoire du village de Gornja Trnova près d'Ugljevik, dans l'eyalet de Bosnie, une subdivision de l'Empire ottoman ; le village se trouve aujourd'hui en Bosnie-Herzégovine. Son nom de naissance était Filip Vilić et il a pris le nom de Višnjić soit en l'honneur de sa mère Višnja soit en raison du quartier de Višnjica dans le village de Međaši, où il vécut jusqu'à son départ pour la Serbie[réf. nécessaire].
Il vécut à Gornja Trnova jusqu'à l'âge de trois puis, après la mort de son père, sa mère se remaria et s'installa Međaši, dans les basses terres de la région de Semberija. C'est là qu'il apprit à jouer de la gusle, l'instrument préféré des poètes épiques serbes, et qu'il composa ses premiers vers. Devenu aveugle dès son enfance, il vécut en chantant les épopées anciennes en s'accompagnant de son instrument et en chantant ses propres compositions[réf. nécessaire].
Au moment du premier soulèvement serbe contre les Ottomans (1804-1813), incapable de se joindre aux rebelles sur le terrain, Višnjić essaya de contribuer à leur moral en se faisant le chroniqueur épique des combats. En 1813, après que les Turcs eurent repris l'avantage, il se réfugia au village de Grk, près de Šid en Syrmie, où il rencontra Vuk Stefanović Karadžić (1787-1864), le grand réformateur de la langue serbe. Karadžić l'emmena au monastère de Šišatovac, qui était alors dirigé par l'archimandrite Lukijan Mušicki (1777-1837), auteur du Miroir de la harpe de Šišatovac, qui était en même temps, un linguiste. Karadžić y transcrivit et publia 13 poèmes de Filip Višnjić, dont Početak bune protiv dahija (Le Début de la révolte contre les dahijas), Boj na Čokešini (La Bataille de Čokešina), Boj na Mišaru (La Bataille de Mišar), Knez Ivo Knežević etc.
Filip Višnjić est mort à Grk en 1834.

## Hommages
En son hommage, le village de Grk a été rebaptisé « Višnjićevo » en 1935 ; son tombeau, qui date de 1878, est inscrit sur la liste des sites mémoriels de grande importance de la république de Serbie. En 1994, une stèle commémorative a été érigée en son honneur dans son village de Gornja Trnova, à l'emplacement de sa maison natale, aujourd'hui détruite. Une représentation en pied de Filip Višnjić figure dans les armes de la ville de Bijeljina, dans la république serbe de Bosnie.
Chaque année, au mois de novembre, une manifestation culturelle appelée « Les jours de Višnjić » (en serbe : Višnjićevi dani) se déroule dans le hameau de Vilića Guvno,, où est célébrée la mémoire de l'écrivain et du musicien.
De nombreuses rues et écoles portent aujourd'hui son nom en Serbie et dans la république serbe de Bosnie.